# Trional
Le trional (méthylsulfonal) est un sédatif-hypnotique et anesthésique GABAergique. Il a des effets similaires au sulfonal, sauf qu'il agit plus rapidement.

## Histoire
Le trional a été préparé et introduit par Eugen Baumann et Alfred Kast (en) en 1888.
Il apparaît dans Le Crime de l'Orient-Express, Dix Petits Nègres d'Agatha Christie, dans À la recherche du temps perdu (Sodome et Gomorrhe) de Marcel Proust, dans Dope (en) de Sax Rohmer.